# Cephalosorus carpesioides
 Cephalosorus carpesioides  (Turcz.) P.S.Short, 1983 è una specie di pianta angiosperma dicotiledone della famiglia delle Asteraceae (sottofamiglia Asteroideae, tribù Gnaphalieae e sottotribù Gnaphaliinae).  Cephalosorus carpesioides è anche l'unica specie del genere  Cephalosorus  A.Gray, 1851.

## Etimologia
Il nome generico (Cephalosorus) deriva dalle parole greche "κεφαλή" (ossia "kephalē" = testa) e "σῶρος" (ossia "sōros" = paniere o mucchio di frutti). L'epiteto specifico (carpesioides) potrebbe significare "simile alla specie Venegasia carpesioides".
Il nome scientifico della specie è stato definito dal botanico Nicolai Stepanowitsch Turczaninow (1796-1863) e Philip Sydney Short (1955-) nella pubblicazione " Muelleria; an Australian Journal of Botany. Melbourne" ( Muelleria 5(2): 183 ) del 1983. Il nome scientifico del genere è stato definito dal botanico Asa Gray (1810-1888) nella pubblicazione " Hooker's Journal of Botany and Kew Garden Miscellany. London" ( Hooker's J. Bot. Kew Gard. Misc. 3: 152) del 1851.

## Descrizione
Portamento. La specie di questa voce ha un habitus di tipo erbaceo annuale. I cauli di queste piante sono provvisti del floema, ma non di canali resiniferi; mentre i sesquiterpeni lattoni sono normalmente assenti (piante senza lattice).
Fusto. La parte aerea in genere è eretta, semplice o ramosa.
Foglie. Le foglie in sono disposte in modo più o meno opposto e sono quasi sempre sessili. La lamina è intera e piatta con forme più o meno ellittiche (da oblanceolate a obovate); i margini sono continui a volte revoluti. La superficie è tomentosa o lanosa su entrambe le superfici.
Infiorescenza. Le sinflorescenze sono composte da 30 - 60 capolini raccolti in formazioni varie. Le infiorescenze vere e proprie sono formate da un capolino terminale di tipo disciforme (con fiori eterogami). I capolini sono formati da un involucro, con forme da cilindriche a campanulate, composto da 3 - 5 brattee, al cui interno un ricettacolo fa da base ai fiori. Le brattee, glabre o pelose a consistenza cartacea, sono disposte in modo più o meno embricato su più serie e possono essere connate alla base (strati di stereoma indiviso);  talora possono avere un margine ialino. Il ricettacolo è senza pagliette a protezione della base dei fiori; la forma è piatta.
Fiori.  I fiori (uno per capolino) sono tetra-ciclici (formati cioè da 4 verticilli: calice – corolla – androceo – gineceo) e pentameri (calice e corolla formati da 5 elementi). Sono inoltre tubulosi, attinomorfi e si distinguono in:
- fiori del disco esterni: sono assenti;
- fiori del disco centrali: sono pochi e sono ermafroditi; la forma è tubulare;

In questo gruppo di piante i fiori radiati (ligulati o del raggio) sono assenti; a volte sono confusi con i fiori femminili (tubulosi) del disco esterno più o meno sub-zigomorfi con un lembo piatto e possono essere interpretati come fiori del raggio.
- Formula fiorale:

*/x K {\displaystyle \infty }, [C (5), A (5)], G 2 (infero), achenio
- Calice: i sepali del calice sono ridotti ad una coroncina di squame.
- Corolla: la forma della corolla normalmente è tubolare con 5 lobi (raramente 4); i lobi hanno una forma deltata o più o meno lanceolata. I colori della corolla sono giallo e varietà.
- Androceo: l'androceo è formato da 5 stami sorretti da filamenti generalmente liberi; gli stami sono connati e formano un manicotto circondante lo stilo; le teche (produttrici del polline) sono prive di sperone, ma hanno la coda (una sola); le appendici apicali delle antere hanno delle forme concave; il tessuto endoteciale (rivestimento interno dell'antera) è quasi sempre polarizzato (con due superfici distinte: una verso l'esterno e una verso l'interno). Il polline è di tipo echinato (con punte sporgenti) a forma sferica è formato inoltre da due strati di ectesine, mentre lo strato basale è spesso e regolarmente perforato (tipo “gnafaloide”).[9]
- Gineceo: l'ovario è infero uniloculare formato da 2 carpelli. Lo stilo (il recettore del polline) è intero o biforcato con due stigmi nella parte apicale. Gli stigmi hanno una forma troncata; possono essere ricoperti da minute papille o avere dei penicilli apicali. Le superfici stigmatiche sono separate.[9]

Frutti. I frutti sono degli acheni con pappo. Gli acheni sono piccoli a forma variabile obovoidale; la superficie è glabra; il pericarpo può essere percorso longitudinalmente da alcuni fasci vascolari. Il pappo è formato da scaglie connate in un anello.

## Biologia
Impollinazione: l'impollinazione avviene tramite insetti (impollinazione entomogama tramite farfalle diurne e notturne).

Riproduzione: la fecondazione avviene fondamentalmente tramite l'impollinazione dei fiori (vedi sopra).

Dispersione: i semi (gli acheni) cadendo a terra sono successivamente dispersi soprattutto da insetti tipo formiche (disseminazione mirmecoria). In questo tipo di piante avviene anche un altro tipo di dispersione: zoocoria. Infatti gli uncini delle brattee dell'involucro (se presenti) si agganciano ai peli degli animali di passaggio disperdendo così anche su lunghe distanze i semi della pianta. Inoltre per merito del pappo il vento può trasportare i semi anche a distanza di alcuni chilometri (disseminazione anemocora).

## Distribuzione e habitat
La specie di questa voce è distribuita in Australia occidentale.

## Tassonomia
La famiglia di appartenenza di questa voce (Asteraceae o Compositae, nomen conservandum) probabilmente originaria del Sud America, è la più numerosa del mondo vegetale, comprende oltre 23.000 specie distribuite su 1.535 generi, oppure 22.750 specie e 1.530 generi secondo altre fonti (una delle checklist più aggiornata elenca fino a 1.679 generi). La famiglia attualmente (2021) è divisa in 16 sottofamiglie; la sottofamiglia Asteroideae è una di queste e rappresenta l'evoluzione più recente di tutta la famiglia.

### Filogenesi
Il genere della specie di questa voce è descritto nella tribù Gnaphalieae, una delle 21 tribù della sottofamiglia Asteroideae. Da un punto di vista filogenetico, la tribù Gnaphalieae fa parte del supergruppo (o sottofamiglia) "Asteroideae grade"; l'altro è il supergruppo "Non-Asteroideae" contenente il resto delle sottofamiglie delle Asteraceae. All'interno del supergruppo è vicina alle tribù Senecioneae, Calenduleae, Astereae e Anthemideae.
La sottotribù Gnaphaliinae è caratterizzata da portamenti di vario tipo con specie ginomonoiche e monoiche, da foglie con margini interi, da capolini disciformi omogami o eterogami e raramente radiati (o subradiati), dallo stilo con rami troncati e superfici stigmatiche separate apicalmente, da acheni glabri o con tricomi allungati e pappo ridotto.
Il genere  Cephalosorus  della specie di questa voce appartiene al gruppo Australasian clade, un gruppo informale monofiletico della sottotribù Gnaphaliinae diviso in quattro sottocladi: Angianthus (specie effimere dell'Australia occidentale), Waitzia (specie perenni dell'Australia orientale), Cassinia (specie con portamento arbustivo) e Euchiton (specie perenni simili a piante lanose e alpine). Il genere di questa voce è posizionato nel subclade "Angianthus" che, da un punto di vista filogenetico, rappresenta il "core " del gruppo (l'ultimo che si è evoluto). In particolare, nel subclade, la  Cephalosorus carpesioides occupa una posizione più o meno centrale..
I caratteri distintivi della specie  Cephalosorus carpesioides sono:
- le foglie basali sono disposte in modo opposto;
- il capolino non è sotteso dalle foglie;
- il pappo è connato alla base ed è simile ad una tazza di scaglie frastagliate.

Il numero cromosomico di queste piante è: 2n = 24.

### Sinonimi
Sono elencati alcuni sinonimi per questa entità:
- Piptostemma carpesioides Turcz.
- Angianthus phyllocephalus  Benth.
- Cephalosorus brevipapposus  F.Muell.
- Cephalosorus phyllocephalus  A.Gray
- Skirrhophorus phyllocephalus  F.Muell.
- Styloncerus phyllocephalus  Kuntze

Sinonimo per il genere:
- Piptostemma Spach